# Sira Busch
Sira Busch (* 24. November 1993 in Detmold) ist eine deutsche Mathematikerin und Dichterin.

## Leben
Sira Busch wuchs in Horn-Bad Meinberg auf und beschäftigte sich zunächst ab dem 18. Lebensjahr mit Poetry-Slam. 2013 und 2014 qualifizierte sich Busch für die deutschsprachigen U20-Meisterschaften, 2013 und 2017 für die deutschsprachigen Meisterschaften. 2018 trat Busch beim Mikrokosmos Slam auf dem Deichbrand Festival auf. Je ein Text von Busch erschien in den Anthologien Tintenfrische II (2015), Lautstärke ist weiblich (2017) und Toxic (2022).
Busch studierte ab 2013 Mathematik mit dem Nebenfach Philosophie an der Universität Münster und schloss 2020 mit dem Master ab.
Seit 2020 spricht Busch auf dem eigenen YouTube-Kanal vor allem über Themen aus der Gruppentheorie. Busch ist Mathebotschafterin der Stiftung Rechnen. Im Februar 2022 erschien Buschs erstes Buch Weltbilder – Wie Normen und Stereotype Gleichberechtigung verhindern im Lektora Verlag.
 Persönliches
Sira Busch versteht sich als nichtbinär („Autor:in“) und akzeptiert alle Pronomen: „Sie, they, er, sie:er oder andere Neopronomen. Für mich passt da alles.“

## Veröffentlichungen
- Horn-Bad Meinberg. In: Jason Bartsch, Nils Früchtenicht (Hrsg.): Tintenfrische II: 20 ausgewählte Texte der jüngsten aufstrebenden Slam-Poeten. Lektora, Paderborn 2015, ISBN 978-3-95461-044-0, S. 25–30.
- Mathematik. In: Clara Nielsen, Nora Gomringer (Hrsg.): Lautstärke ist weiblich: Texte von 40 Poetry-Slammerinnen. Satyr, Berlin 2017, ISBN 978-3-944035-91-8, S. 63–65.
- Weltbilder – Wie Normen und Stereotype Gleichberechtigung verhindern. Lektora, Paderborn 2022, ISBN 978-3-95461-226-0.
- Wo autistische Menschen im Alltag vergessen werden. In: Lisa Brück, Abdul Kader Chahin, Rebecca Treger (Hrsg.): Toxic. Lektora, Paderborn 2022, ISBN 978-3-95461-228-4, S. 172–178.
- Das Paradoxon der Gleichzeitigkeit von Transidentität und Nicht-Existenz des Genders. In: Valo Christiansen, Sam Sackbrook (Hrsg.*): Sonderzeichen. Lektora, Paderborn 2024, ISBN 978-3-95461-257-4, S. 82–85.